# Sulawesispoorkoekoek
De Sulawesispoorkoekoek (Centropus celebensis) is een vogel uit de familie Cuculidae (koekoeken).

## Verspreiding en leefgebied
Deze soort is endemisch op Sulawesi, een van de grotere eilanden van Indonesië en telt twee ondersoorten:
- C. c. celebensis: noordelijk Sulawesi en de Togian-eilanden.
- C. c. rufescens: centraal, zuidelijk en oostelijk Sulawesi, de eilanden nabij de zuidoostelijke kust.